# ATC kod P51
ATCvet code QP51 Antiprotozoici su terapeutska podgrupa sistema za anatomsko terapeutsko hemijsku klasifikaciju za veterinarske medicinske proizvode. Ovaj sistem alfanumeričkih kodova je razvio  za klasifikaciju lekova i drugih medicinskih proizvoda za veterinarsku upotrebu.  Podgrupa QP51 je deo anatomske grupe QP Antiparazitni proizvodi, insekticidi i sredstva za zaštitu od insekata.
Nacionalna izdanja ATC klasifikacije mogu da obuhvataju dodatne kodove koji nisu prisutni na ovoj listi.

### QP51AANitroimidazolniderivati
QP51AA01 Metronidazol
QP51AA02 Tinidazol
QP51AA03 Ornidazol
QP51AA04 Azanidazol
QP51AA05 Propenidazol
QP51AA06 Nimorazol
QP51AA07 Dimetridazol
QP51AA08 Ronidazol
QP51AA09 Karnidazol
QP51AA10 Ipronidazol

### QP51ABAntimonskajedinjenja
QP51AB01 Meglumin antimonat
QP51AB02 Natrijum stiboglukonat

### QP51ACNitrofuranskiderivati
QP51AC01 Nifurtimoks
QP51AC02 Nitrofural

### QP51ADArsenskajedinjenja
QP51AD01 Arstinol
QP51AD02 Difetarson
QP51AD03 Glikobiarsol
QP51AD04 Melarsoprol
QP51AD05 Acetarsol
QP51AD06 Melarsamin
QP51AD53 Glikobiarzol, kombinacije

### QP51AE Karbanilidi
QP51AE01 Imidokarb
QP51AE02 Suramin natrijum
QP51AE03 Nikarbazin

### QP51AF Aromatični diamidini
QP51AF01 Diminazen
QP51AF02 Pentamidin
QP51AF03 Fenamidin

### QP51AGSulfonamidi, čisti i u kombinacijama
QP51AG01 Sulfadimidin
QP51AG02 Sulfadimetoksin
QP51AG03 Sulfakvinoksalin
QP51AG04 Sulfaklozin
QP51AG30 Kombinanacije sulfonamida
QP51AG53 Sulfakvinoksalin, kombinacije

### QP51AHPiranii hidropirani
QP51AH01 Salinomicin
QP51AH02 Lasalocid
QP51AH03 Monensin
QP51AH04 Narasin
QP51AH54 Narasin, kombinacije

### QP51AJTriazini
QP51AJ01 Toltrazuril
QP51AJ02 Klazuril
QP51AJ03 Diklazuril
QP51AJ04 Ponazuril

### QP51AX Drugi antiprotozoalni agensi
QP51AX01 Hiniofon
QP51AX02 Emetin
QP51AX03 Fankvinon
QP51AX04 Mepakrin
QP51AX05 Nifursol
QP51AX06 Homidijum
QP51AX07 Diminazen
QP51AX08 Halofuginon
QP51AX09 Amprolijum
QP51AX10 Maduramicin
QP51AX11 Arprinocid
QP51AX12 Dinitolmid
QP51AX13 Robenidin
QP51AX14 Dekokvinat
QP51AX16 Aminonitrotiazol
QP51AX17 Etopabat
QP51AX18 Diaveridin
QP51AX19 Izometamidijum
QP51AX20 Kvinapiramin
QP51AX21 Parvavkon
QP51AX22 Buparvakvon
QP51AX23 Fumagilin
QP51AX24 Domperidon
QP51AX30 Kombinacije drugih protozoalnih agenasa
QP51AX59 Amprolijum, kombinacije

## QP51B Agensi protiv– opciona klasifikacija
Prazna grupa

## QP51C Agensi protivi– opciona klasifikacijan
Prazna grupa

## QP51D Agensi protivi– opciona klasifikacija
Prazna grupa

## QP51E Agensi protivi– opciona klasifikacija
Prazna grupa

## QP51X Drugi antiprotozoalni agensi – opciona klasifikacija
Prazna grupa